# Unidentis vwaza
Unidentis vwaza är en skalbaggsart som beskrevs av Josso och Prévost 2008. Unidentis vwaza ingår i släktet Unidentis och familjen bladhorningar. Inga underarter finns listade i Catalogue of Life.